# Dysgonia algira

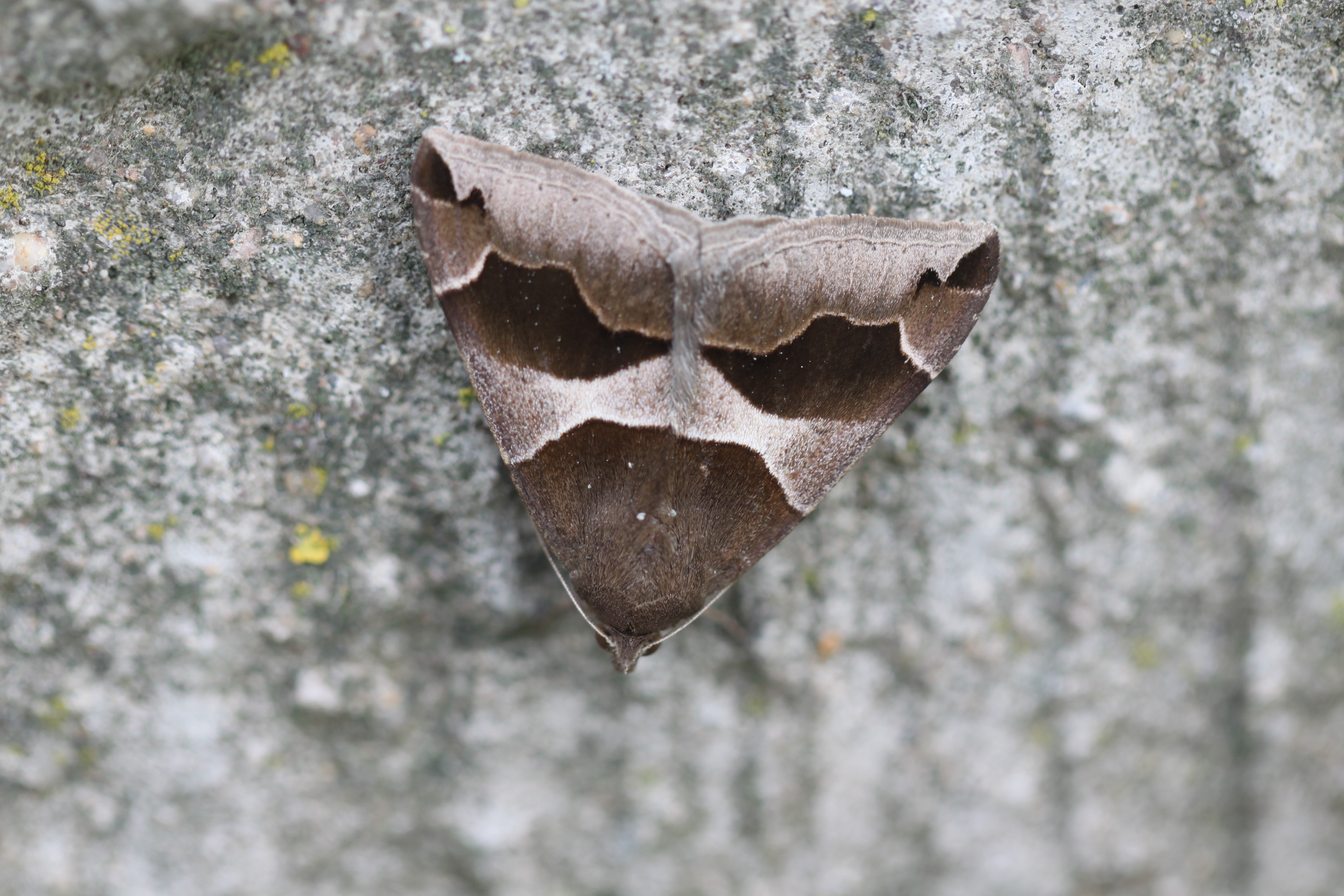
An einer Wand sitzend; als Blatt getarnt

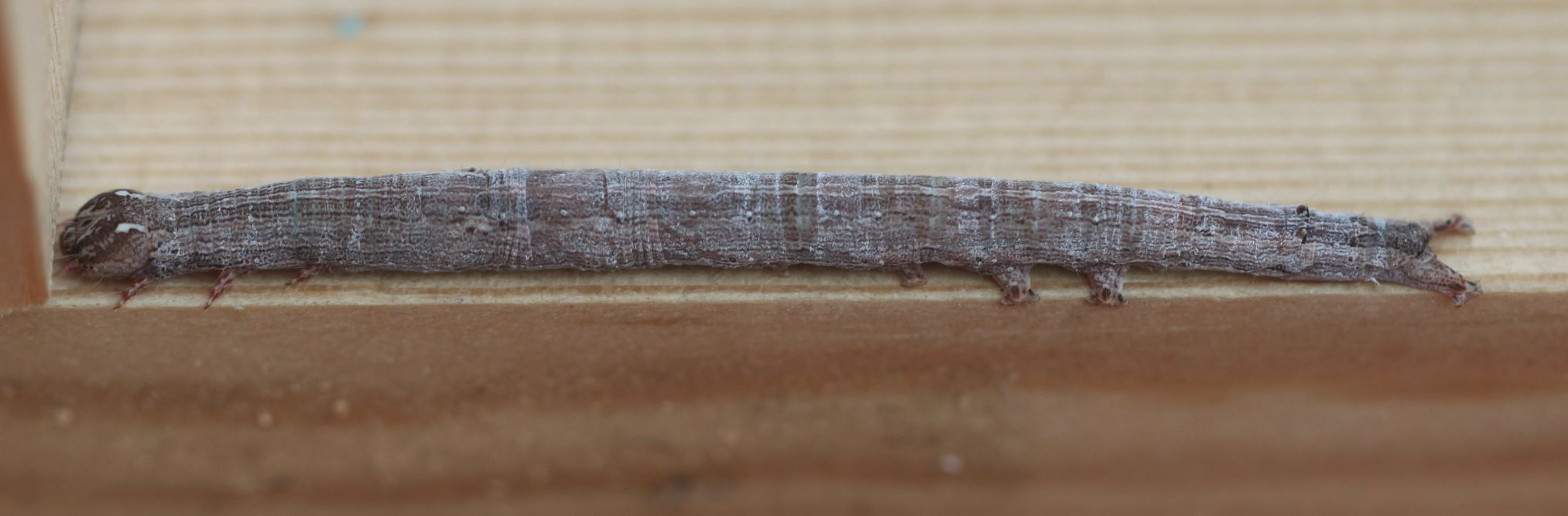
Raupe

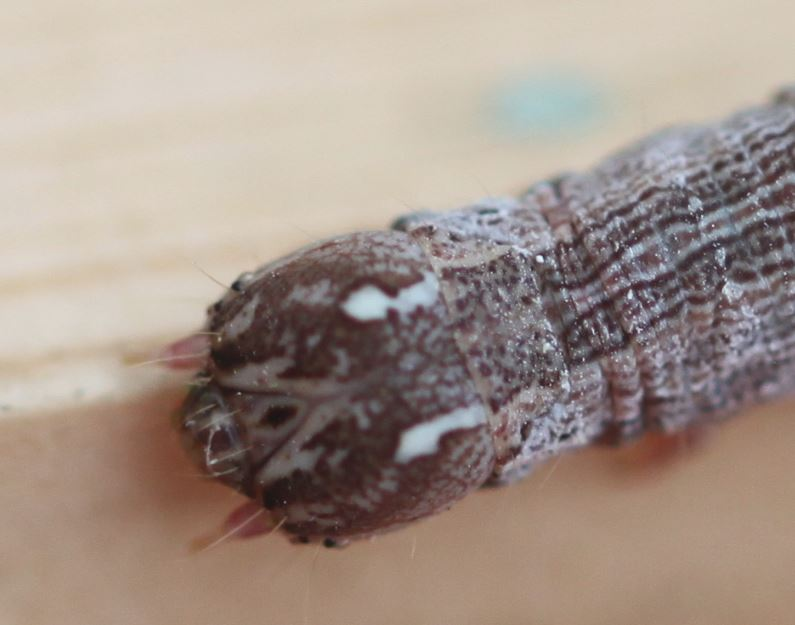
Kopf der Raupe

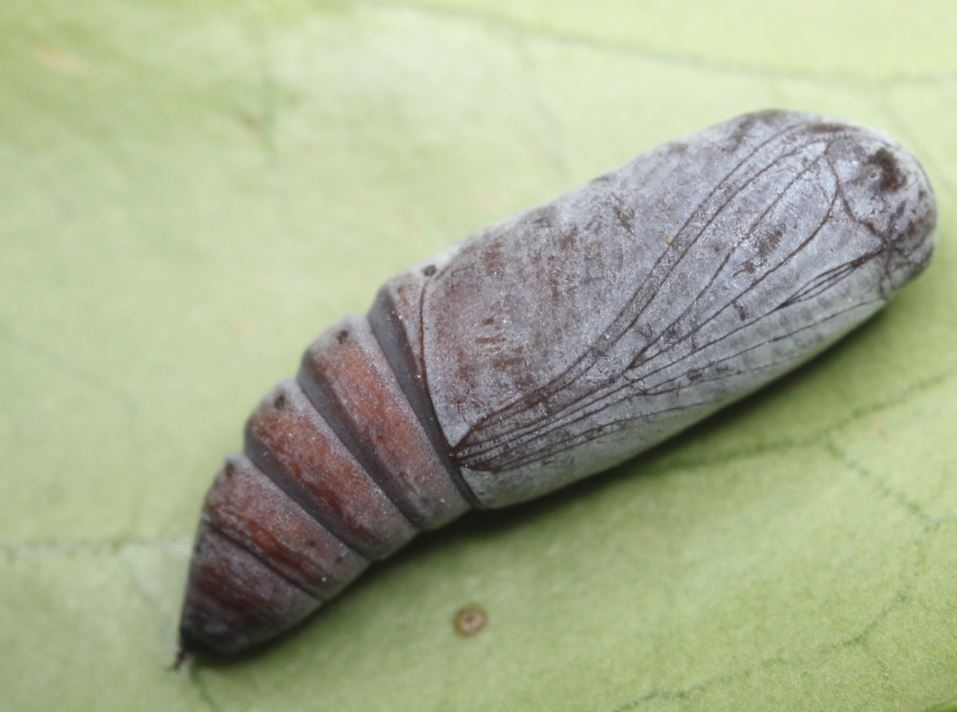
Puppe

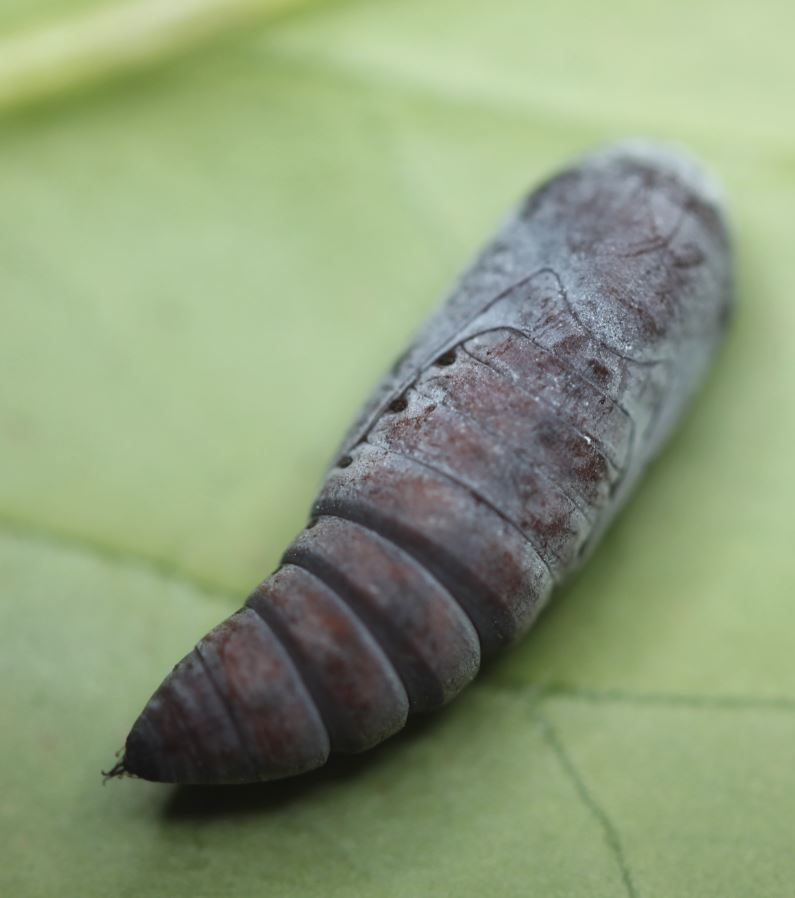
Puppe, andere Perspektive

Dysgonia algira, deutscher Trivialname (Dunkelbraune) Brombeereule, ist ein Schmetterling (Nachtfalter) aus der Familie der Eulenfalter (Noctuidae).

## Merkmale
Die Falter erreichen eine Flügelspannweite von 38 bis 44 Millimetern. Der Kopf und der Körper sind dunkelbraun. Die Vorderflügel sind relativ breit mit einem relativ spitzen Apex und einem fast geraden Saumrand. Das basale Drittel ist dunkelbraun, die Grenze zur hellen Mittelbinde ist gleichmäßig gekrümmt, mit Ausnahme eines schwachen Knicks etwa auf der Hälfte der Strecke. Die Mittelbinde ist hellgrau, manchmal silbrig erscheinend und weitet sich von der Mitte zum Hinterrand und zum Vorderrand. Sie ist auch zum äußeren dunkelbraunen Feld scharf abgesetzt und erstreckt sich bis zur Wellenlinie. Diese weiße Linie ist am Vorderrand konkav basalwärts gebogen. In diesem konkaven Bereich ist die Linie relativ breit, im weiteren Verlauf nur noch sehr schmal; es folgt zunächst eine spitzwinklige Ausbuchtung zur Seite, dann eine breite und flache Ausbuchtung und zum Hinterrand eine gerundete, breite und flache Ausbuchtung. Das Saumfeld ist graubraun, wird zum Saumrand deutlich mehr hellgrau. Vom Apex erstreckt sich ein dunkelbrauner keilförmiger Fleck schräg zum Dorsum, gefolgt von einem zahnförmigen, nach außen weisendem Fleck. Die Fransen sind hellbraun. Die Hinterflügel sind dunkelbraun mit einer undeutlich abgesetzten hellen Binde nach dem basalen Drittel der Hinterflügel. Das Saumfeld ist weiß. Die Unterseite der Flügel ist leicht rotbraun gefärbt, das zum Außenrand in einen Grauton übergeht. Die Unterseiten von Vorder- und Hinterflügel weisen je einen kleinen Diskalfleck und sehr feine Querlinien auf.
Das Ei ist graubraun. Die Raupen sind erwachsen etwa 42 bis 48 Millimeter lang. Ihr Körper ist verhältnismäßig schlank; die Färbung braun. Die Rückenlinie ist rotbraun, die Nebenrückenlinien dagegen hellbraun gefärbt, ebenso die Seitenlinien. Das elfte Segment weist eine cremefarbene Querlinie auf, die Stigmen sind schwarz. Der Kopf ist braun mit gelben Markierungen. Die etwa 16 mm lange rötlichbraune Puppe ist relativ kurz, ihr Kremaster weist nur wenige Borsten auf.

## Geographische Verbreitung und Lebensraum
Das Verbreitungsgebiet der Art erstreckt sich von Spanien und Marokko im Westen über Südeuropa und Nordafrika, Kleinasien, Südrussland bis in den Iran, nach Afghanistan, Turkmenistan und Kirgisistan. Im Norden reicht das Verbreitungsgebiet bis Westfrankreich und bis nach Süddeutschland, das östliche Österreich (Burgenland, Niederösterreich) und Ungarn. In den Südalpen steigt die Art bis auf 700 Meter.

## Lebensweise
Dysgonia algira bildet im Jahr zwei bis drei Generationen. Die Falter fliegen von April bis Oktober und sind nachtaktiv. Sie werden von künstlichen Lichtquellen angezogen und können geködert werden. Die Eier werden einzeln an den Raupennahrungspflanzen abgelegt. Die Raupen fressen hauptsächlich an Brombeeren (Rubus fruticosus agg.), aber auch an Weiden (Salix), Ginster (Genista), Blutweiderichen (Lythrum), Granatäpfeln (Punica), Wunderbaum (Ricinus communis) und Glaskräutern (Parietaria). Die Verpuppung erfolgt in einem locker gesponnenen Kokon, die Puppe überwintert.